# Grande Rock
Grande Rock ist das dritte Studioalbum der schwedischen Sleaze-Rock-Band The Hellacopters aus dem Jahr 1999.

## Entstehung
Das Album wurde, im Gegensatz zu den ersten beiden, nicht in den Sunlight Studio mit Produzent Tomas Skogsberg aufgenommen. Die Aufnahmen fanden stattdessen in dem kleinen Ort Koppom in der Gemeinde Eda statt. Produziert wurde es alleinig von den Hellacopters. Veröffentlicht wurde das Album am 17. Mai 1999.
Bei dem Album handelt es sich um das erste Album ohne den Gitarristen Dregen, der sich auf seine Band Backyard Babies konzentrierte. Anders Lindström, der zwar kein offizielles Mitglied der Band war, dennoch auf den bisherigen Alben die Pianoparts spielte, übernahm auf diesem Album auch teilweise die Gitarrenparts.

## Titelliste
1. Action De Grâce – 2:17 (Musik & Text: The Hellacopters)
2. Alright Already Now – 2:56 (Musik & Text: The Hellacopters)
3. Move Right Out Of Here – 2:09 (Musik & Text: The Hellacopters)
4. Welcome To Hell – 5:19 (Musik & Text: The Hellacopters)
5. The Electric Index Eel – 1:52 (Musik & Text: The Hellacopters)
6. Paul Stanley – 2:01 (Musik & Text: The Hellacopters)
7. The Devil Stole The Beat From The Lord – 3:54 (Musik & Text: The Hellacopters)
8. Dogday Mornings – 3:20 (Musik & Text: The Hellacopters)
9. Venus In Force – 3:00 (Musik & Text: The Hellacopters)
10. 5 vs. 7 – 5:39 (Musik & Text: The Hellacopters)
11. Lonely – 3:07 (Musik & Text: The Hellacopters)
12. Renvoyer – 2:22 (Musik & Text: The Hellacopters)

Die Veröffentlichung auf Schallplatte enthält mit Angel Dust einen zusätzlichen Titel, der an siebter Stelle nach Paul Stanley und vor The Devil Stole The Beat From The Lord kommt. Der Titel ist eine Coverversion eines Songs der englischen Metalband Venom von deren Debütalbum Welcome to Hell.

## Singleauskopplungen
Als Singles sind die Titel Move Right Out Of Here und The Devil Stole The Beat From The Lord erschienen.